# 稷山之戰
稷山之戰是第二次萬曆朝鮮之役中於1597年10月17日（萬曆二十五年九月初七）發生的一場戰鬥。
1597年，日本撕毀停戰協議，發動第二次侵朝戰爭。在南原之戰中，日軍勝利攻取南原城，朝鮮守將李福男陣亡，明軍守將楊元逃往朝鮮首都漢陽。提督麻貴將各地的兵力召來守衛朝鮮首都漢陽；日軍則乘勝長驅直入，攻破全州、黃石山、公州等地，再次將兵鋒指向漢陽。各地的守軍得知明軍撤退，戰心全無，日軍的節節勝利使得漢陽再度陷入恐慌之中，麻貴準備放棄漢陽，攜朝鮮宣祖逃到平壤去。
駐紮平壤的經理楊鎬得知後，急忙趕到漢陽，當面斥責了麻貴的舉動，責其不戰之狀，並將臨陣脫逃的明軍南原守將楊元、全州守將陳愚衷問斬，穩定了軍心。
此時，日軍自公州兵分兩路，由加藤清正、太田一吉率兵攻取清州，黑田長政、毛利秀元率兵攻取天安。為了阻止日軍的進兵，10月16日（陰曆九月初六），麻貴派遣其副將解生，與遊擊牛伯英、楊登山、頗貴率領兩千人，南下赴水原迎敵。楊鎬、麻貴率大軍至水原下寨。朝鮮也派督體察使遣李元翼率兵由鳥嶺出忠清道，扼守清州之路，掩護明軍左翼。
翌日，解生率領的明軍到達天安郡稷山，恰好與日軍的黑田直之、栗山利安率領的數百人先驅部隊遭遇。由於明軍人數眾多，不少日軍將領提出撤退。唯獨毛屋武久力排眾議，聲稱織田家曾在長篠之戰中使用火繩槍擊敗武田家騎兵，因此此戰大有獲勝的可能。黑田直之採納了毛屋武久的意見。
黑田直之孤注一擲，率日軍先鋒部隊首先對明軍發起猛烈突襲。起初明軍見到不同裝束的士兵出現，誤以為是李元翼的朝鮮兵，不以為意。日軍在火繩槍的掩護下對明軍發起衝鋒。騎兵的馬匹因驚慌而亂跑，兵力較少的日軍竟佔據了優勢。隨後明兵也使用大炮轟擊日軍，在大炮的掩護下，麻貴、解生、牛伯英、楊登山四將身先士卒，使用騎兵發起衝鋒，大破日軍先鋒部隊。
就當黑田直之的先鋒部隊幾乎全軍覆沒時，黑田長政率領五千人的援軍趕到戰場，並遣後藤基次、黑田一成、野村祐直前去接應。黑田一成奮力阻擊明兵渡橋，而後藤基次率部在附近的山上舉著旗幟來回奔跑，製造日軍大軍到來的假象。解生以為日軍大軍來到，且又值日暮時分，便下令收兵，黑田直之得以脫險。
是夜，解生向駐紮水原的麻貴求援，黑田長政則向駐守天安的毛利秀元求救。麻貴派遣遊擊擺賽、千總李盆喬、把總劉遇節等，率領二千人前去援助。毛利秀元則率領二萬五千人大軍前去支援黑田長政。
次日，黑田長政調整了日軍的編隊，以母里友信、栗山利安、黑田利高為右備一番隊；井上九郎兵衛、野村祐高繼之，為右備第二番隊。左備第一番隊為後藤基次、黑田一成；以黑田直之、桐山孫兵衛繼之。黑田長政自率二千人為本隊。乘著拂曉之際，黑田長政對明軍發起突襲。而明兵二千人的援軍也以趕到戰場，在大炮的掩護下，以騎兵大破黑田長政。黑田長政率敗兵逃到木川，計劃向清州方向退卻。而毛利秀元的二萬五千人大軍也迫近稷山。解生得知毛利秀元大軍的到來，情知不能敵，便向水原方向退卻，一路上耀武耀威，宣揚此戰大勝。毛利秀元的先鋒部隊則在宍戶元續、吉見廣行的率領下，利用山區地形，對明軍的側後翼發起突襲，並以明軍大敗回報。而黑田長政得知明軍退卻之後，便回軍稷山，佔領了這座毫無防備的城市。
稷山之戰成功阻止了日軍向漢陽的進兵，楊鎬、麻貴以捷報傳聞漢陽，使得朝鮮朝廷得到莫大鼓舞。宣祖親自在漢江視察朝鮮軍隊，穩定了軍心。而在日本方面，成功奪取了稷山，並藉助兵力的優勢，毛利秀元率兵直指京畿道的竹山。

## 腳註
1. 1 2  《黑田家譜》